# Осоговия
Осоговия или Осоговията (на македонска литературна норма: Осоговија) е историко-географска област, разделена между Република България и Северна Македония. Областта има силно разчленен релеф, образуван от силна ровинна ерозия.
Областта обхваща ниските източни и югоизточни части на Осоговската планина по горното течение на река Елешница в България и по течението на Каменица и другите десни притоци по средното течение на Брегалница в Северна Македония. На югоизток Осоговията се простира до седловината Черната скала и прелива постепенно в областта Пиянец.
Осоговията се простира на териториите на Община Македонска Каменица в Северна Македония и западната част на Община Невестино в България.